# Joseph Salas
Joseph Salas   (Los Angeles, 28 de desembre de 1903 - Carlsbad, 11 de juny de 1987) va ser un boxejador estatunidenc que va competir durant les dècades de 1920 i 1930.
El 1924 va prendre part en els Jocs Olímpics de París, on guanyà la medalla de plata de la categoria del pes ploma, en perdre la final contra Jackie Fields. Aquell mateix any es proclamà campió de l'AAU del pes ploma.
Posteriorment passà al professionalisme, amb un balanç de 28 victòries, 6 derrotes i 4 combats nuls, però sense aconseguir guanyar cap títol de renom.